# Ambassis
Ambassis é um género de peixe da família Ambassidae.
São pequenos peixes costeiros da região Indo-pacífica.
Este género contém, as seguintes espécies:
- Ambassis agassizii Steindachner, 1867
- Ambassis agrammus Günther, 1867
- Ambassis ambassis (Lacépède, 1802)
- Ambassis buruensis Bleeker, 1856
- Ambassis buton Popta, 1918
- Ambassis dussumieri G. Cuvier, 1828
- Ambassis elongatus (Castelnau, 1878)
- Ambassis fontoynonti Pellegrin, 1932
- Ambassis gymnocephalus (Lacépède, 1802)
- Ambassis interrupta Bleeker, 1853
- Ambassis jacksoniensis (W. J. Macleay, 1881)
- Ambassis kopsii Bleeker, 1858
- Ambassis macleayi (Castelnau, 1878)
- Ambassis macracanthus Bleeker, 1849
- Ambassis marianus Günther, 1880
- Ambassis miops Günther, 1872
- Ambassis nalua (F. Hamilton, 1822)
- Ambassis natalensis Gilchrist & W. W. Thompson, 1908
- Ambassis urotaenia Bleeker, 1852 – banded-tail glassy perchlet
- Ambassis vachellii J. Richardson, 1846

## Ver taambém
- Pseudoambassis macleayi